# Rest (matematică)
În aritmetică și algebră, restul de la împărțirea a două numere întregi este un număr care este nenul când împărțitorul nu se cuprinde exact (printr-un cât întreg) în deîmpărțit.

## Restul pentru numerele naturale
Daca a și d sunt numere naturale și {\displaystyle d} este diferit de zero, se poate demonstra că există numerele naturale unice {\displaystyle q} și {\displaystyle r}, astfel încât {\displaystyle a=q\times d+r}  și {\displaystyle 0\leq r<d}. Numărul {\displaystyle q} este numit cât, iar {\displaystyle r} rest.

### Exemple
- Când 13 se împarte la 10, câtul este 1 și restul este 3, pentru că {\displaystyle 13=1\times 10+3}.
- Când 26 se împarte la 4, câtul este 6 și restul este 2, pentru că {\displaystyle 26=6\times 4+2}.
- Când 56 se împarte la 7, câtul este 8 și restul este 0, pentru că {\displaystyle 56=7\times 8+0}.
- Când 3 se împarte la 10, restul este 3, deoarece atunci când împărțitorul este mai mare decat deîmpărțitul, restul este egal cu deîmpărțitul.

## Restul pentru numerele întregi
Dacă a și d sunt numere întregi și d este diferit de zero, atunci restul este un număr întreg, astfel încât {\displaystyle a=q\cdot d+r} pentru un număr întreg {\displaystyle q} și {\displaystyle 0\leq |r|<|d|}. Când se definește în acest fel, există două resturi posibile. Spre exemplu, împărțirea numărului −42 la −5 se poate exprima ca
{\displaystyle -42=9\times (-5)+3}
reprezentarea preferată de matematicieni, sau
{\displaystyle -42=8\times (-5)+(-2)}
Deci restul este 3 sau −2.
Această ambiguitate poate fi o problemă serioasă pentru sistemele de calcul cu importanță majoră, unde alegerea incorectă poate avea consecințe importante. În cazul de mai sus, restul negativ se obține din cel pozitiv, scăzând 5, adică d. La împărțirea cu d, dacă restul pozitiv este {\displaystyle r_{1}} și cel negativ este {\displaystyle r_{2}}, atunci
{\displaystyle r_{1}=r_{2}+d}

## Restul pentru numerele reale
Dacă a și d sunt numere reale și d este diferit de zero, a poate fi împărțit la d fără rest, câtul fiind un număr real. Dacă acesta trebuie să fie un număr întreg, restul este necesar. Se poate demonstra că există un cât întreg unic q și un rest real unic r, astfel încât {\displaystyle a=q\times d+r}, cu {\displaystyle 0\leq r<|d|}. Ca în cazul împărțirii cu numere întregi, restul poate fi negativ: {\displaystyle -|d|<r\leq 0}.
Extinderea definiției restului pentru numere reale nu are o importanță teoretică în matematică, dar multe limbaje de programare implementează această definiție.

## Inegalitatea satisfacută de rest
Prin modul în care a fost definit restul, pe lângă egalitatea {\displaystyle a=q\times d+r}, a fost impusă și o inegalitate, scrisă ca {\displaystyle 0\leq r<|d|} sau  {\displaystyle -|d|<r\leq 0}. Această inegalitate este necesară pentru ca restul să fie unic. Alegerea unei astfel de inegalități este relativ arbitrară. Orice condiție de forma {\displaystyle x<r\leq x+|d|}  (sau {\displaystyle x\leq r<x+|d|}), unde x este o constantă, este suficientă pentru a garanta unicitatea restului.

## Identitatea restului la împărțirea cu un număr
Două numere întregi pot avea același rest la împărțirea cu un al treilea număr. Aceste numere se numesc congruențe modulo.

## Câtul și restul în limbaje de programare
Având o alegere între două resturi diferite, unul negativ și celălalt pozitiv, înseamnă că sunt și două câturi diferite. În teoria numerelor, se alege întotdeauna restul pozitiv, dar nu și în limbajele de programare. C99 și Pascal aleg restul cu același semn ca deîmpărțitul a. (Înainte de C99, limbajul C permitea ambele posibilități) Perl și Python aleg restul cu același semn ca împărțitorul d.